# Patrik Hultén
Patrik "Blaren" Hultén, född 1975 i Göteborg, är en svensk illustratör.
Hultén har gjort den tecknade serien Blaren som publicerats i tidningarna Codex och Widescreen. Han har även arbetat grafiskt med ett flertal spel, däribland kortspelet Swärje, LoveSoap, R.A.F och Comrade Koba.

## Arbeten i urval
- Swärje (2004, 2005)
- LoveSoap (2004)
- R.A.F (2006)
- Noir (2006)